# Alekszandar Bajevszki
Alekszandar Bajevszki (Szkopje, 1979. december 8. –) macedón labdarúgó, jelenleg az albán Flamurtari Vlorë játékosa. Pályafutása során sok csapatnál megfordult, többek között a Ferencvárosnál, a Siófoknál és a Győri ETO-nál is. A válogatottban a 2006-os vb selejtezői alatt összesen ötször szerepelt, melyeken gólt nem szerzett.

## Mérkőzései a macedón válogatottban
| #  | Dátum             | Ellenfél      | Eredmény | Kiírás       | Esemény |
| -- | ----------------- | ------------- | -------- | ------------ | ------- |
| 1. | 2003. június 7.   | Liechtenstein | 3 – 1    | Eb-selejtező |         |
| 2. | 2004. október 9.  | Hollandia     | 2 – 2    | Vb-selejtező | 76'     |
| 3. | 2004. október 13. | Andorra       | 0 – 1    | Vb-selejtező | 46'     |
| 4. | 2005. február 9.  | Andorra       | 0 – 0    | Vb-selejtező | 67'     |
| 5. | 2005. március 30. | Románia       | 1 – 2    | Vb-selejtező | 82'     |

## Külső hivatkozások
- Profil a www.90minut.pl oldalán (lengyelül)
- MacedonianFootball.com (angolul)